# Divertissement
Der Ausdruck Divertissement (französisch „Zeitvertreib“) erscheint von der ersten Hälfte des 17. Jahrhunderts an in Frankreich als Oberbegriff für aristokratische Vergnügungen aller Art. Im deutschen Sprachgebiet ist er seit dem späten 17. Jahrhundert im Sinn einer angenehmen Unterhaltung oder unterhaltsamen Veranstaltung üblich. Im Folgenden wird der engere Sinn eines mit der Oper oder dem Sprechtheater verbundenen musikalisch-tänzerischen Ensembles behandelt, das eng mit der musikalischen Gattung des Divertimento verwandt ist.

## Begriff
Das Divertissement ist nach heutigem musikwissenschaftlichen Sprachgebrauch eine Folge von Tänzen, die im 17. und 18. Jahrhundert nach französischer Sitte den Abschluss einer Theateraufführung oder auch den Abschluss einzelner Akte und weiterer Handlungseinheiten bildete. Manchmal ist es mit einem Chor der dargestellten Figuren verbunden und in eine Szene des Dramas integriert. Das zeigt, dass die Tänzer auch singen, beziehungsweise der Chor tanzen musste. Eine Spezialisierung der Ensembles ist erst seit dem 19. Jahrhundert üblich. Aufführungen außerhalb Frankreichs verzichteten oft auf den Tanz, weil die Tradition einer Integration von Gesang, Spiel und Tanz fehlte.
Ein Divertissement kann sowohl mit einer Oper als auch mit einem Schauspiel verbunden sein. Meist entspricht es in seinem Charakter der vorangegangenen Handlung oder führt sie fort, wie es im Libretto oft vorgeschrieben ist. Das Divertissement wird vom Intermedium unterschieden, das in der Regel keinen Zusammenhang mit dem aufgeführten Drama hat, oder von der Entrée de ballet, als Begriff, der eher für solistische tänzerische Auftritte oder für die Gliederung eines größeren Balletts in Szenen verwendet wird. In der Praxis ist der Übergang fließend. In den Partituren erscheint der Ausdruck Divertissement erst seit etwa 1700. Musikstücke zu Divertissements werden heute oft mit dem italienischen Ausdruck Divertimento bezeichnet und ohne Tanz aufgeführt.

## Erscheinungsformen
Die Tragédie en musique des 17. Jahrhunderts verlangte in aller Regel ein Divertissement pro Akt, in einem Wechsel zwischen „Spannung und Entspannung“, „Dynamik und Statik“ oder „Individuellem und Kollektivem“. Bei Philippe Quinault, der zahlreiche Libretti für Jean-Baptiste Lully verfasste, sind die Divertissements oft fest mit der Handlung verbunden: In Armide (1686) existieren fünf Divertissements: Im ersten Akt (Szene 3) feiert das Volk von Damaskus die siegreiche Armide, im zweiten Akt (Szene 4) singen und tanzen Dämonen in der Gestalt von Nymphen, Schäfern und Schäferinnen, im dritten Akt (Szene 4) erscheinen Furien im Gefolge von La Haine, im vierten Akt (Szenen 2, 4) zeigen sich Dämonen als Landbevölkerung, im fünften Akt (Szene 2) bilden Allegorien der Freude und glückliche Liebende das Gefolge Renauds.
Auch in den Komödien Molières haben sowohl die ornamentierenden Divertissements während der Handlung als auch die großen Ballett-Divertissements zum Abschluss große Bedeutung, wie etwa das Grand divertissement Royal anlässlich seiner Comédie-ballet George Dandin (1668) oder das Ballet des Nations („Ballett der Staaten“) am Ende von Der Bürger als Edelmann (1670). 
Der Übergang zwischen einem Divertissement und einem größeren, selbständigen Ballett ist fließend. Ein Divertissement nach Jean-Jacques Rousseaus Oper Le devin du village (1752) ist bereits ein kleines Handlungsballett mit drei Personen.